# Giovanni Sciamarelli
Giovanni Sciamarelli (Lussingrande, 6 marzo 1938) è un grecista e traduttore italiano.

## Biografia
Laureatosi in Giurisprudenza (1961) e in Lettere Classiche (1972) presso l'Università di Pisa, è stato docente nelle scuole medie superiori sino alla quiescenza. Negli anni dell'insegnamento presso il Liceo Classico "Lorenzo Costa" della Spezia ha curato numerosi allestimenti di lavori teatrali classici greci (Sofocle, Eschilo, Aristofane), da lui tradotti e rappresentati al Teatro Civico della Spezia; al Festival "Teatro Donna" di Portovenere e altrove. 
Ha pubblicato le traduzioni di Prometeo Incatenato - Agamennone di Eschilo, Ed. Agorà, 2003; Pace - Uccelli - Rane di Aristofane, Ed. Agorà, 2005.
Ha pubblicato le traduzioni integrali dell'Odissea (2014) e dell'Iliade (2016), edizioni ilmiolibro.it. Ha inoltre pubblicato Gesta di Eroi (Edizioni Giacché, 2013), una imponente antologia di brani scelti dall'Iliade e dall'Odissea. 
Numerose sue traduzioni di classici greci sono state inserite in antologie scolastiche (Giuseppe Rosati, Scrittori di Grecia). Le sue traduzioni dall'Iliade e dall'Odissea di Omero vengono rappresentate dal 2006 con la collaborazione della Compagnia degli Evasi, diretta da Marco Balma. Gli spettacoli con rappresentazioni dei testi da lui tradotti di Aristofane, Eschilo, Sofocle ed Euripide sono da anni presenti nei programmi degli spettacoli estivi di La Spezia, Firenze, Grosseto e Massa.
Attualmente è presidente della delegazione spezzina dell'Associazione italiana di cultura classica (AICC). 
Caratteristica peculiare delle sue tradizioni è il tentativo di rendere in italiano il ritmo originale in esametri della poesia epica greca, depurandola dei classicismi delle più celebri traduzioni del passato.